# De notenkraker (ballet)
De notenkraker (Frans: Casse-noisette; Russisch: Щелкунчик; Sjtsjelkoentsjik; Duits: Der Nussknacker) is een klassiek ballet in twee bedrijven. Het Mariinskiballet bracht het stuk in première op 18 december 1892 in het Mariinskitheater te Sint-Petersburg. Het libretto werd geschreven door Marius Petipa en Ivan Vsevolosjki. Zij baseerden zich op Alexandre Dumas' versie van Ernst Hoffmanns sprookje De notenkraker en de muizenkoning. De oorspronkelijke choreografie is van Marius Petipa en Lev Ivanov op muziek die Pjotr Iljitsj Tsjaikovski voor het ballet componeerde. Het stuk speelt rond de kerstboom en kerstgeschenken. De notenkraker wordt om deze reden dikwijls rond Kerstmis uitgevoerd. Daarnaast wordt de muziek van de Notenkraker ook vaak uitgevoerd tijdens concerten. Dit wordt dan vaak een Notenkraker-suite genoemd. Het orkest speelt dan vaak een selectie van delen uit het ballet.

## Verhaal

### Eerste bedrijf
Eerste scène. Een rijkelijk kerstfeest bij de familie Stahlbaum. Familie en vrienden versieren samen de kerstboom. Als de boom af is, worden de kinderen geroepen. Clara en Fritz Stahlbaum bewonderen de decoraties. Het feest begint en de kinderen krijgen cadeautjes. Wanneer de oude staande klok acht uur aangeeft, komt een mysterieuze figuur de kamer binnen. Het is Drosselmeyer, Clara's peetoom. Drosselmeyer is een goochelaar en getalenteerd speelgoedmaker. Hij bracht vier levensechte poppen mee. De poppen voeren een dans op, waarna ze verdwijnen voor veilige bewaring. De kinderen zijn teleurgesteld, maar Drosselmeyer heeft een ander geschenk voor hen: een houten notenkrakerpop. Iedereen negeert de notenkraker, behalve Clara. Zij houdt onmiddellijk van de pop. Fritz maakt de notenkraker echter met opzet stuk. Dit maakt Clara verdrietig.
's Nacht kan Clara niet slapen. Ze keert terug naar de woonkamer om haar notenkraker te zoeken. Wanneer ze hem vindt, slaat de klok middernacht. Drosselmeyer blijkt boven op de staande klok te zitten. Plots vult de kamer zich met muizen. De kerstboom schiet gigantisch de hoogte in en de notenkrakerpop groeit tot mensengrootte. Voor ze beseft wat er gebeurd is, bevindt Clara zich midden in een gevecht tussen een leger van peperkoeken soldaten en de muizen. De muizen, onder leiding van de Muizenkoning, beginnen de peperkoeken soldaten op te eten. De Notenkraker stuurt versterking in de vorm van tinnen soldaten en poppen. Wanneer de Muizenkoning op de nog steeds gewonde Notenkraker afkomt, grijpt Clara in door haar slipper te gooien. Dit leidt de Muizenkoning af en de Notenkraker kan hem neersteken. De muizen trekken zich terug.
Tweede scène. Een naaldwoud in de sneeuw. Na de aftocht van de muizen verandert de Notenkraker in een knappe prins. Hij neemt Clara mee naar het woud, waar de sneeuwvlokken rond hen dansen. Ze wenken de twee naar het koninkrijk van de prins.

### Tweede bedrijf
Clara en de prins reizen naar Snoepgoedland. Daar regeerde de Suikerboonfee in afwachting van de terugkeer van de prins. De prins vertelt de Suikerboonfee hoe Clara hem redde van de Muizenkoning. Ter ere van de jonge heldin vieren lekkernijen van over de hele wereld feest: chocolade uit Spanje, koffie uit Arabië, thee uit China en zuurstokken uit Rusland. Hierbij brengen ze nationale dansen. Ze worden opgevolgd door Deense schapenhoedsters, de gembermama en haar kinderen en walsende bloemen. Om het spektakel af te sluiten brengen de Suikerboonfee en haar page een pas de deux.
Alle snoepgoed brengt een laatste wals. De Suikerboonfee begeleidt Clara en de prins van hun troon. De prins buigt naar haar en zij kust Clara vaarwel. De Suikerboonfee brengt de twee naar een door rendieren getrokken slee. Clara en de prins vertrekken met de slee en zwaaien naar al hun onderdanen, die terugzwaaien.

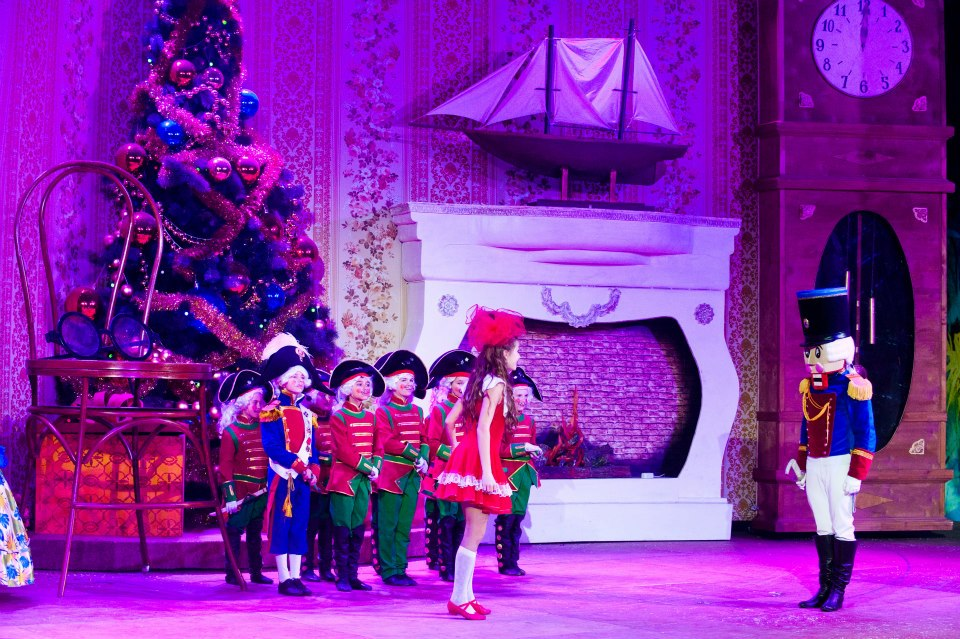
De magische ontmoeting van Clara en de notenkraker-prins (Tataars Academisch Theater, 2012)
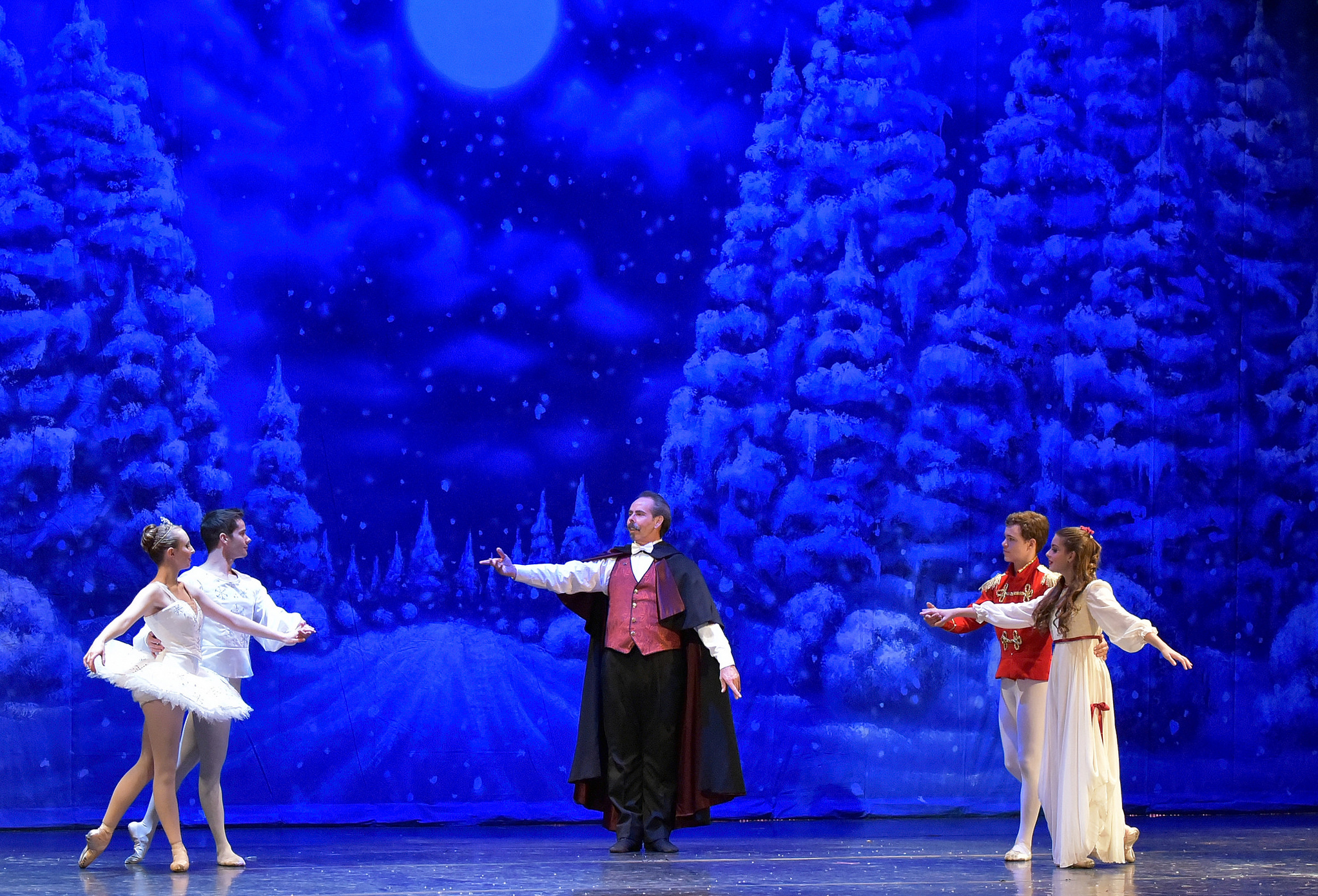
Drosselmeyer stelt Clara en de prins voor aan de Suikerboonfee (New Mexico Dance Theater, 2014)
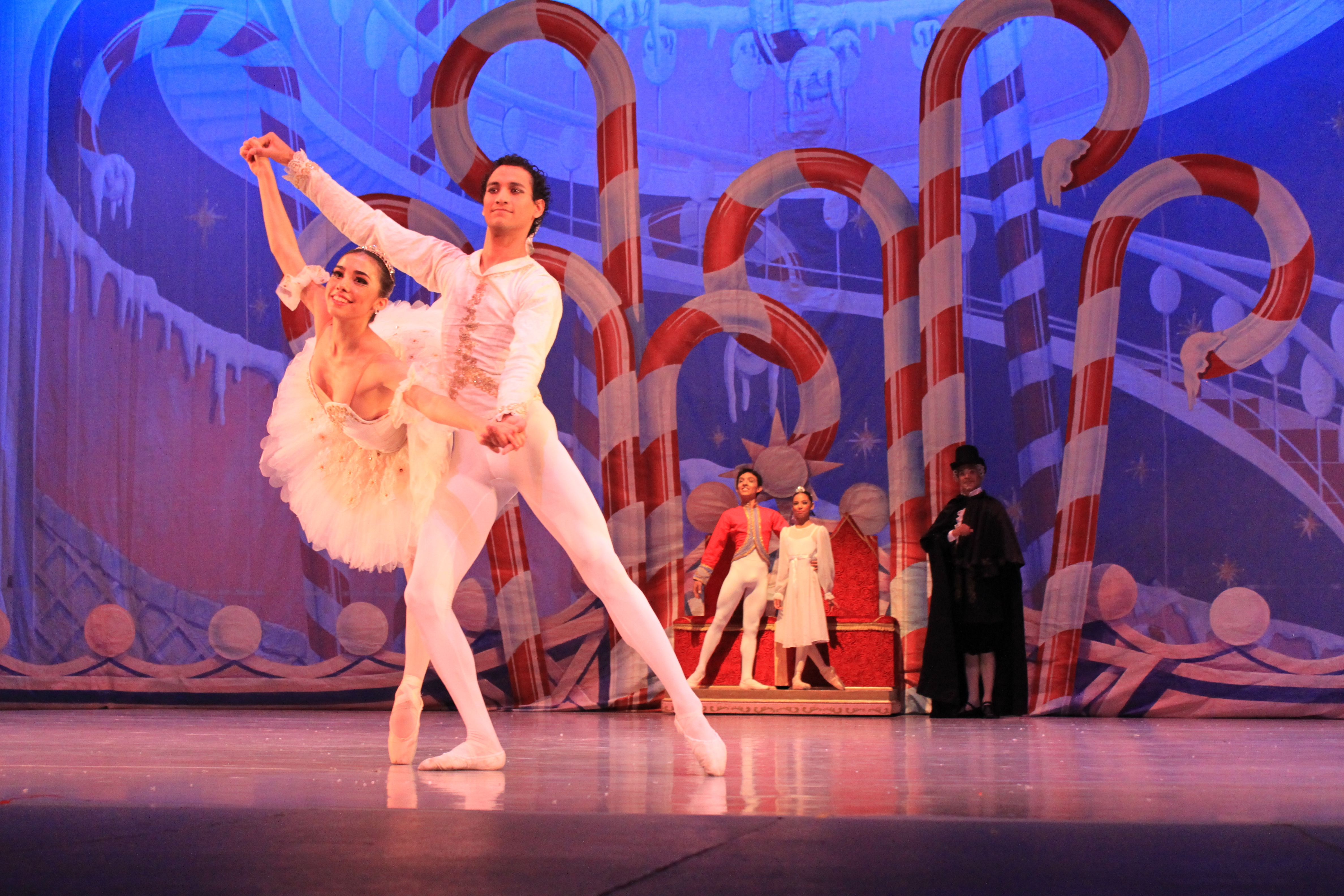
De Suikerboonfee brengt haar pas de deux voor Clara en de prins (Escuela Superior de Música y Danza, 2011)

## Personages
De volgende personages zijn van belang in De notenkraker:
Clara StahlbaumDe dochter in het gezin Stahlbaum. Zij helpt de prins.
Fritz StahlbaumDe broer van Clara. Hij maakt de notenkrakerpop stuk waardoor die verwond is.
Dr. Stahlbaum en LouiseDe ouders van Clara en Fritz.
Heer DrosselmeyerClara's mysterieuze peetoom. Hij doet haar de notenkrakerpop cadeau en lijkt meer te weten dan hij toegeeft.
De NotenkrakerEen notenkrakerpop die een betoverde prins blijkt te zijn. Hij is de protagonist en vecht tegen de Muizenkoning.
De MuizenkoningDe antagonist in het stuk. Hij voert het muizenleger aan tegen de Notenkraker.
De SuikerboonfeeRol voor de prima ballerina. Zij regeert over Snoepgoedland in afwezigheid van de prins.

## Choreografie

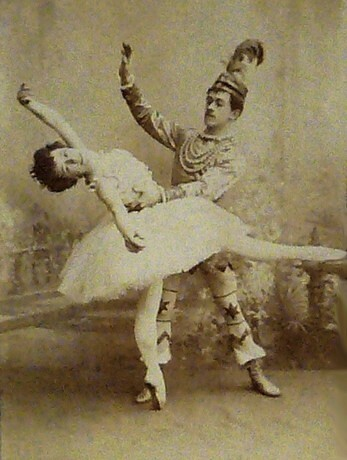
Olga Preobrajenskaja en Nikolai Legat in de pas de deux van de Suikerboonfee en haar page (Mariinskiballet, ca. 1900)

De leiding over de choreografie voor De notenkraker lag aanvankelijk bij Marius Petipa. Hij werd echter ziek voor het ballet af was. Zijn assistent Lev Ivanov nam de taak van hem over. Ivanov was ontevreden met het libretto dat Petipa samen met balletdirecteur Ivan Vsevolosjki had uitgewerkt. Toch nam hij de taak op zich om de choreografie af te werken. Het is niet mogelijk om een idee of dans definitief aan een van de twee balletmeesters toe te schrijven. Het is waarschijnlijk dat Petipa het algemeen patroon en ritme in gedachten had en dat Ivanov op basis hiervan de details uitwerkte. Bij de première van De notenkraker werd de choreografie volledig aan Petipa toegeschreven. Latere producties crediteren De notenkraker vaak als Petipa-Ivanov.
De plot van het stuk is gemakkelijk te volgen en laat zo ruimte voor 'zuivere' dans, waarbij het verhaal naar de achtergrond verdwijnt. Toch maakt het ballet gebruik van klassieke mime. Dit leidt sommige critici naar het verwijt dat De notenkraker vooral een pantomime is voor kerst waarbij diepere betekenis en karakterisering ontbreken. De combinatie van sprookjes, dans en kleur die het ballet typeert, is voor sommigen dus een tekortkoming eerder dan een troef.

### Variaties en rollen

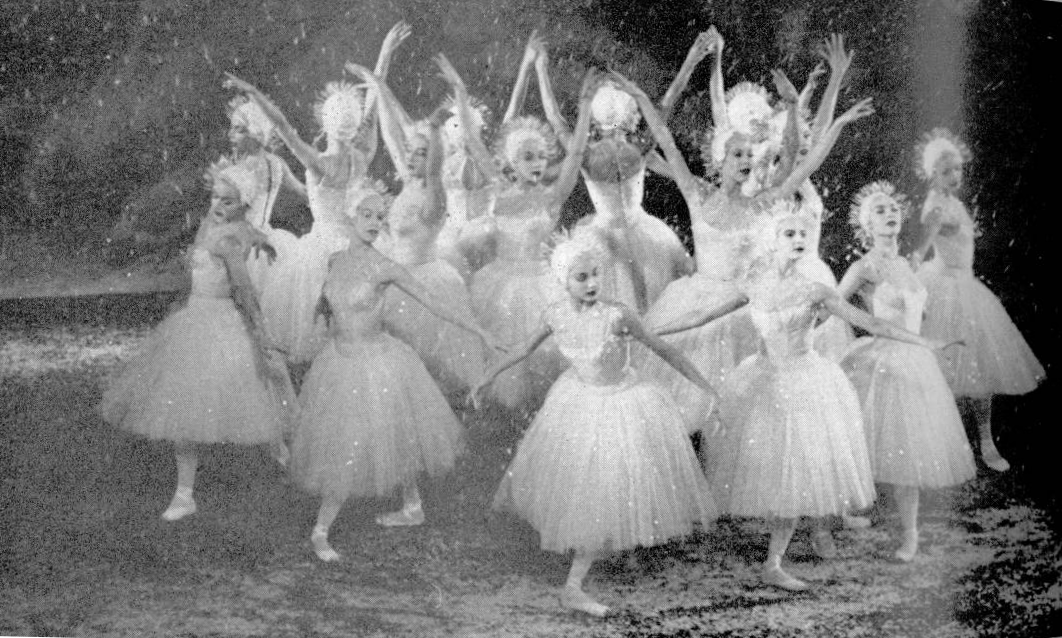
Wals van de sneeuwvlokken (NYC Ballet, 1954)

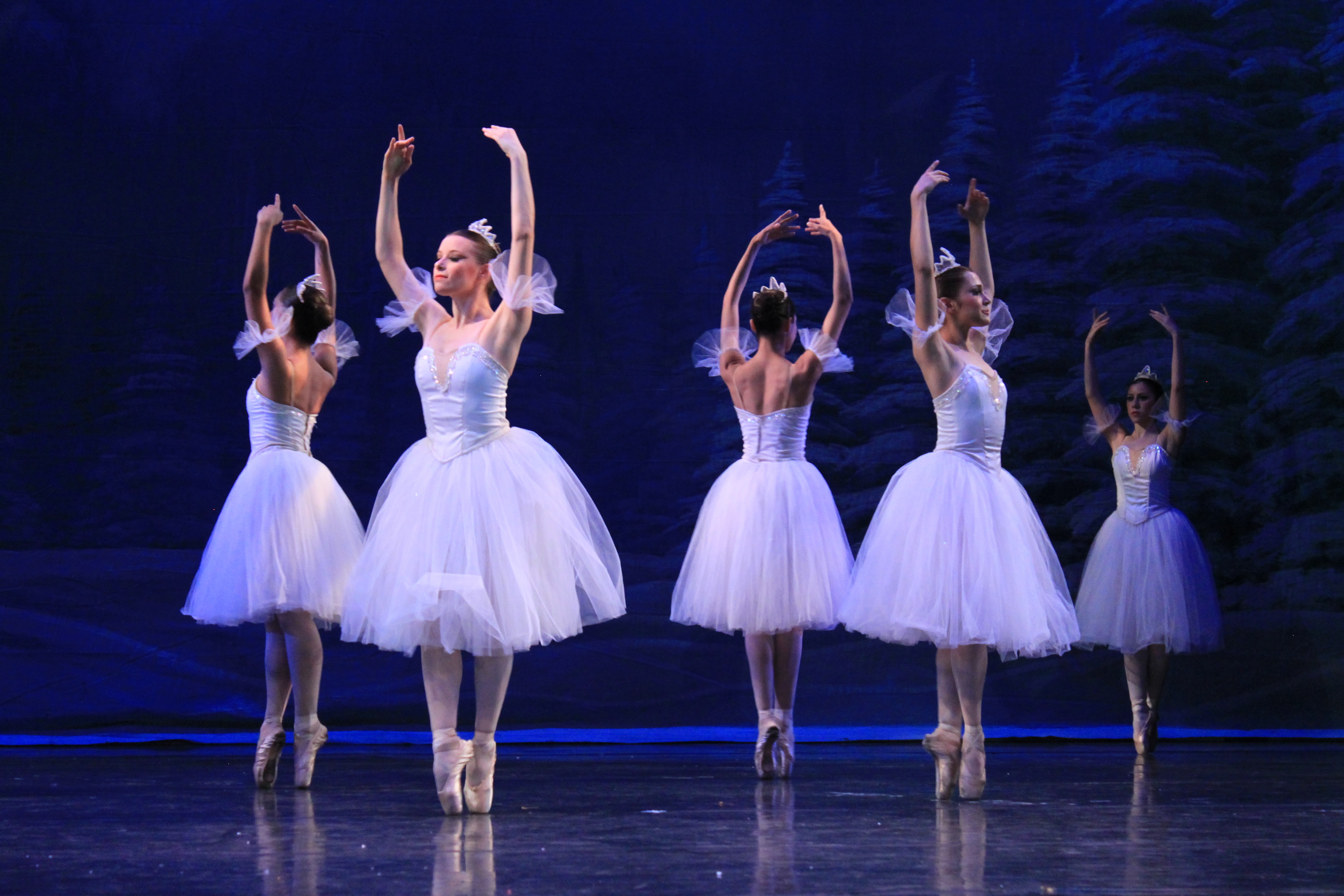
De Wals van de sneeuwvlokken is een passage van ballet blanc (Escuela Superior de Música y Danza, 2010)

De algemene choreografie van De notenkraker werd slecht ontvangen. Alexandre Benois, die later voorstellingen van de Ballets Russes zou inkleden, beschreef de gevechtsscène tussen de soldaten en de muizen als verwarrend: "Men kan er niets van begrijpen. Wanordelijk duwen van hoek naar hoek en achterwaarts en voorwaarts rennen – nogal amateuristisch." Ondanks de beperkingen door het libretto toonde Lev Ivanov zich op momenten in het ballet toch een inventief choreograaf. De dans van de Suikerboonfee is hier illustratief.
De Suikerboonfee is een rol ontworpen voor de prima ballerina, maar komt alleen in het tweede bedrijf voor. Bovendien heeft ze slechts één pas de deux. Dit is hoogst ongewoon in klassiek ballet en voldoet niet aan de verwachtingen van een traditioneel publiek. Het valt ook op dat de rol van de prima ballerina en die van de protagonist in het verhaal niet samenvallen. De grand pas de deux van de Suikerboonfee en haar page is op zichzelf echter een sterke choreografie. Hij bestaat uit vier bewegingen: een entree andante maestoso, een variatie (solo) voor de mannelijke danser in de vorm van een tarantella, een variatie voor de Suikerboonfee (Dans van de Suikerboonfee) en tot slot een snelle, energetische coda vivace assai voor beide dansers. Voor de variatie van de ballerina wordt hevig gebruikgemaakt van pointe-werk en charmante armbewegingen. De exacte choreografie van Ivanov voor deze Dans van de Suikerboonfee is niet bekend. Wellicht ging het om een combinatie van pointes, petite batteries en attitudes in hoekig werk dat opbouwde naar ronde, virtuoze bewegingen zoals pirouettes en ronds de jambe.
Een ander opvallend deel van de choreografie is de Wals van de sneeuwvlokken, waar het eerste bedrijf mee afsluit. Deze dans is ontworpen voor het corps de ballet en toont de danseressen als een wervelende massa sneeuwvlokjes in de wind. Deze passage is een voorbeeld van ballet blanc in een klassiek stuk. Het tweede bedrijf wordt gedomineerd door de nationale dansen van de lekkernijen uit Snoepgoedland. Achtereenvolgens brengt het ballet een Spaanse, Arabische, Chinese en Russische dans.

### Latere bewerkingen
Omdat de oorspronkelijke productie van De notenkraker faalde, werd de choreografie in latere opvoeringen vaak aangepast. Daarbij bleef men steeds trouw aan de muziek van Tsjaikovski, die verantwoordelijk was voor de blijvende aantrekkingskracht van het ballet. Doorgaans werd ook de grand pas de deux van de Suikerboonfee behouden. Een veel voorkomende aanpassing is het niet langer steunen op kinderen voor de rollen van Clara en Fritz. Dit gebeurde al bij het Bolsjojballet onder leiding van Alexander Gorski in 1919 en in een choreografie voor het Kirovballet van Vasili Vainonen uit 1934. Gorski veranderde daarnaast de rol van de prima ballerina. De dansen van de Suikerboonfee en haar page gaf hij aan Clara en de Notenkraker, de hoofdrolspelers in het verhaal.
De problemen met het libretto zorgden ook voor radicaal andere versies. Zo was Maurice Béjart verantwoordelijk voor een versie van De notenkraker die de plot en personages grotendeels overboord gooide. De hedendaagse Notenkraker van Ballet Vlaanderen uit 2016 herhaalde de narratieve ingrepen van Gorski. Bovendien bevolkte choreograaf Demis Volpi het tweede bedrijf met de familie Stahlbaum. Daarmee daagde hij het bedrijf uit om meer te zijn dan louter divertissement. De bewegingen van de Notenkraker in deze hedendaagse productie verwijzen naar de popping en locking uit de breakdance.

## Muziek

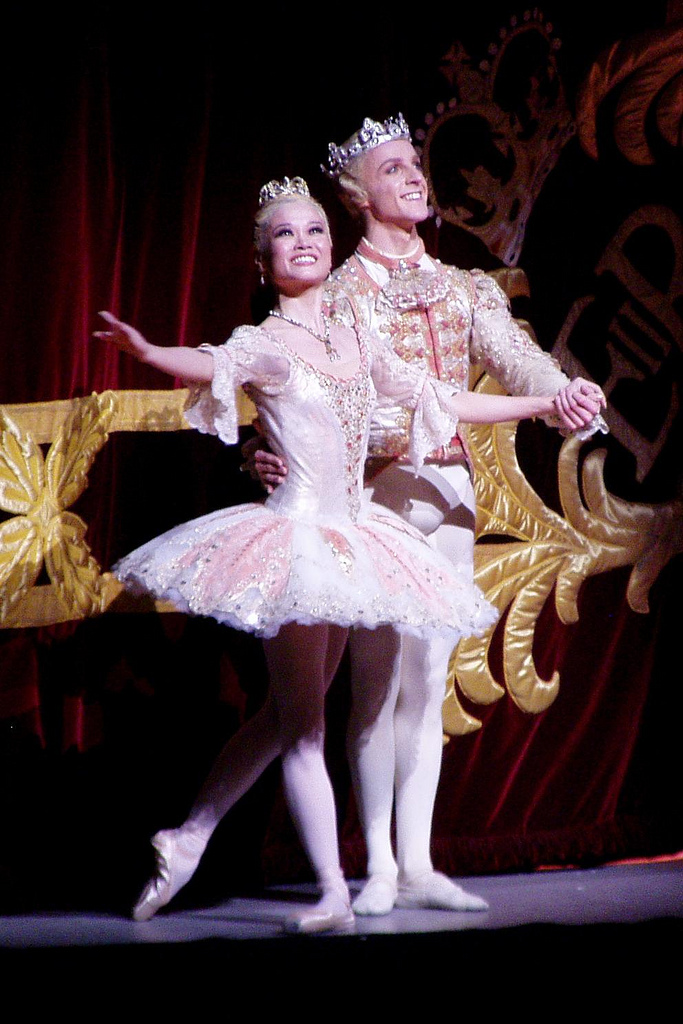
Miyako Yoshida en Steven McRae als de Suikerboonfee en haar page (Royal Ballet,2009)

Na het succes van zijn compositie voor Doornroosje kreeg Pjotr Iljitsj Tsjaikovski een nieuwe opdracht. Ivan Vsevolosjki vroeg hem de muziek te componeren voor een ballet en een opera, die gezamenlijk in première zouden gaan. De opera werd Iolanta en het ballet was De notenkraker. Net als bij Doornroosje kreeg de componist uitvoerige instructies van de choreograaf. Marius Petipa stelde eisen rond het tempo van de muziek en het aantal maten van de passages. Tsjaikovski was echter, net als assistent-choreograaf Lev Ivanov, ontevreden met het libretto dat Vsevolosjki en Petipa aanbrachten. Hij werkte aan de compositie in het voorjaar van 1891, tijdens een concerttournee langs Berlijn, Parijs en Rouen, maar vroeg om een seizoen uitstel. Uiteindelijk voltooide Tsjaikovski de partituur op 23 maart 1892.
Aanvankelijk vonden critici de compositie onvoldoende dansbaar. Bovendien zouden de uiterlijke klankeffecten, zoals de bel-achtige celesta in de Dans van de Suikerboonfee, een dieper gebrek aan inspiratie verbergen. Toch valt het blijvend succes van het ballet grotendeels aan de muziek te danken. Hoogtepunten zijn het adagio en de variatie uit de grand pas de deux van de Suikerboonfee en de muziek voor de Russische dans of trepak. Andere herkenbare delen zijn de openingsmars (Mars van De notenkraker) en de Bloemenwals. Al deze stukken werden veelvuldig gebruikt in films, zoals in Disneys Fantasia en Peter Pan.
De muziek is romantisch van aard, met geavanceerde harmonieën en melodische inventiviteit. Zo wordt de driekwartsmaat in de Wals van de sneeuwvlokken pas duidelijk bij het woordloos vrouwenkoor. Tsjaikovski verwijst in het eerste bedrijf ook naar de muziek van rococo en late 18e eeuw, onder meer in de ouverture en de entree van het ouderpaar Stahlbaum.
Net als de choreografie werd ook de partituur voor latere uitvoeringen van De notenkraker vaak aangepast. Het gaat dan vooral over de volgorde van de stukken. In 1954 voegde George Balanchine voor het New York City Ballet de entr'acte toe die Tsjaikovski voor Doornroosje schreef. Deze werd ingewerkt in het eerste bedrijf, tussen het vertrek van de gasten op het kerstfeest en het gevecht met de muizen. Tsjaikovski herwerkte zelf zijn compositie tot een suite van twintig minuten, die een van de populairste stukken werd van de componist. Ondanks deze hevige bewerkingen respecteren de meeste cd's en lp's met het complete ballet de volgorde zoals Tsjaikovski die voor het eerst optekende.

### Instrumentatie
- Houtblazers: 3 dwarsfluiten (de 3e neemt de piccolo), 2 hobo's, 1 althobo, 2 klarinetten (in si mol en la), 1 basklarinet (in si mol), 2 fagotten
- Koperblazers: 4 hoorns (in fa), 2 trompetten (in la en si mol), 3 trombones (2 tenoren en 1 bas), 1 tuba
- Snaarinstrumenten: 2 harpen, eerste violen, tweede violen, altviolen, cello's, contrabassen
- Slagwerk: pauken, grote en kleine trom, bekkens, tamtam, tamboerijn, castagnetten, triangel, glockenspiel, celesta (of piano)
- Speelgoed: trompetten (in ut), cymbalen, drums, rammelaar, koekoek (in ut), kwartel (in ut)
- Koor: koor met 24 kinder- of vrouwenstemmen (voorkeur voor 12 sopranen en 12 alten)

## Kostuums en decor

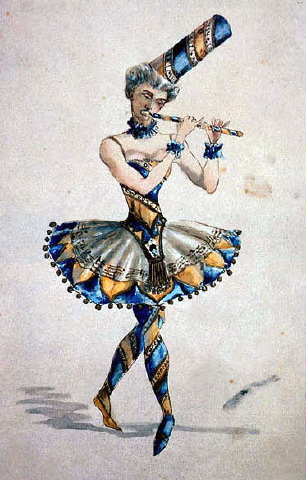
Kostuumontwerp voor de dans van de Deense schapenhoedsters in het tweede bedrijf van De notenkraker (Konstantin Ivanov, 1892)

De kostuums voor De notenkraker werden ontworpen door balletdirecteur Ivan Vsevolosjki. Het decor voor de oorspronkelijke productie was een ontwerp van Konstantin Ivanov. In het eerste bedrijf worden twee sets gebruikt: een voor de eerste scène in de woonkamer van de familie Stahlbaum en een voor de tweede scène in het besneeuwde naaldwoud. De derde en laatste set toont het Snoepgoedland uit het tweede bedrijf. De sets voor De notenkraker verwijzen uiteraard geregeld naar Kerstmis. Samen met Snoepgoedland in het tweede bedrijf geeft dit aanleiding tot kleurrijke decors.
Een opmerkelijk verschillende aanpak was die van Brits fotograaf en ontwerper Cecil Beaton. Beaton verzorgde de inkleding voor een revival van De notenkraker door het Sadler's Wells Ballet in 1951. Zijn decors bestonden uit lijntekeningen zonder halftonen. Zijn woud in de sneeuw was getekend met zwart op wit. De set voor het Snoepgoedkoninkrijk had de vorm van een rococo opdienschotel, afgetekend in bordeaux op een lichtroze achtergrond. De kostuums van Beaton waren sprankelend wit, met een toevoeging van roze tinten in het tweede bedrijf.

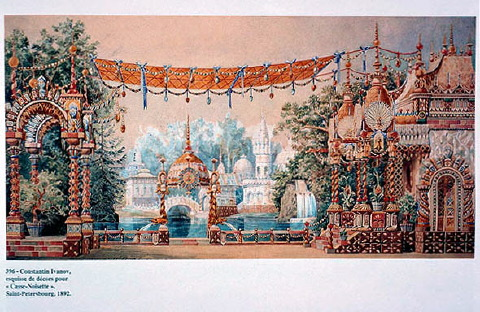
Decor voor Snoepgoedland (2e bedrijf) door Konstantin Ivanov
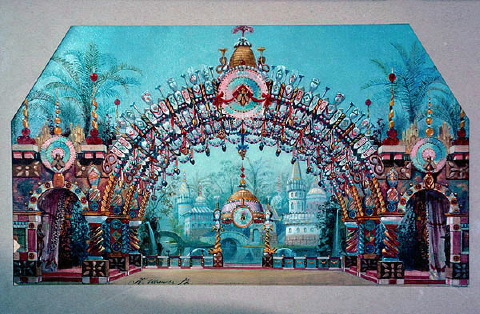
Ivanovs alternatief ontwerp voor Snoepgoedland (2e bedrijf)

## Producties

### Originele productie

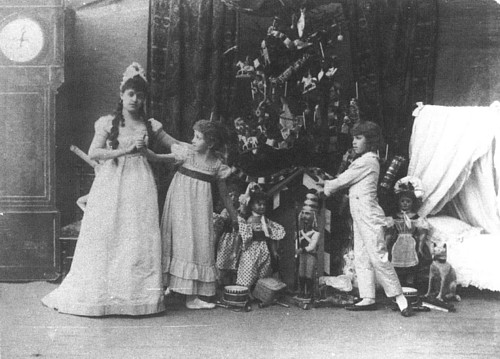
Scène uit het eerste bedrijf van de originele productie. L. Rubtsova als de moeder en S. Belinskaja en T. Stukolkin als Clara en Fritz. (Mariinskiballet, 1892)

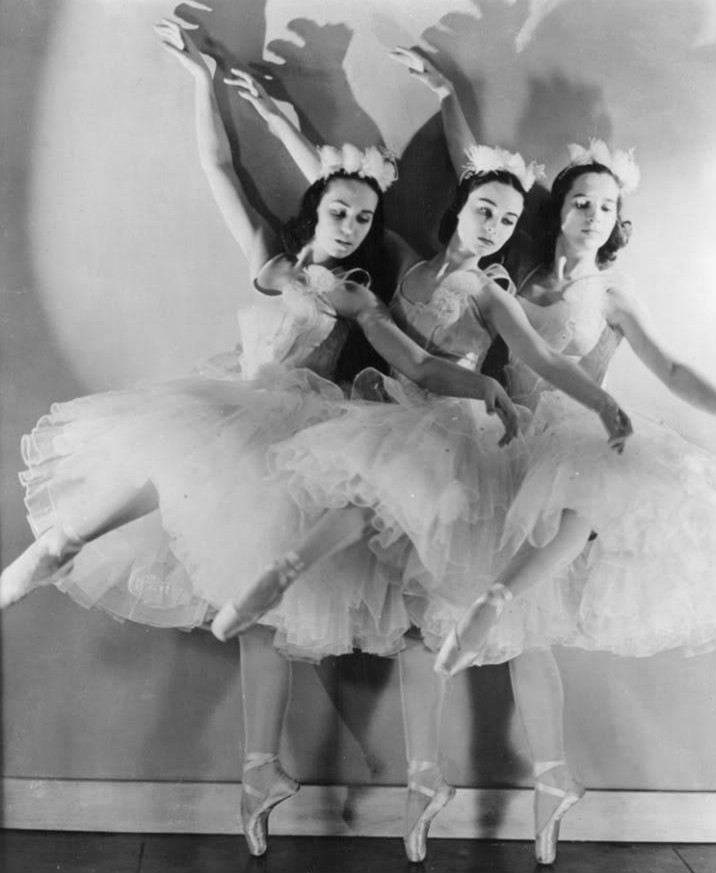
Danseressen oefenen hun passen voor De notenkraker (Ballet Russe de Monte Carlo, 1940)

De directeur van het Mariinskitheater, Ivan Vsevolosjki, gaf componist Pjotr Tsjaikovski een dubbele opdracht. Tjsaikovski schreef zo de muziek voor een ballet en een opera die op 18 december 1892 samen in première gingen in het Mariinskitheater te Sint-Petersburg. De opera was Iolanta en het ballet werd De notenkraker. Het libretto voor het ballet werd geschreven door Vsevolosjki zelf, in samenwerking met choreograaf Marius Petipa. Zij baseerden zich op Ernst Hoffmanns verhaal De notenkraker en de muizenkoning zoals het werd opgetekend in de versie van Alexandre Dumas. De plot werd voor het stuk wel vereenvoudigd. Zo is er in het ballet geen verklaring voor hoe de prins een notenkraker werd.
In de oorspronkelijke productie danste prima ballerina Antonietta Dell'Era als de Suikerboonfee. Pavel Gerdt was haar partner in de pas de deux. Stanislava Belinskaja en Sergei Legat hadden de hoofdrollen van Clara en de notenkraker-prins. Timofei Stukolkin was te zien als heer Drosselmeyer en Olga Preobrajenskaja danste als de Columbine-pop, een van Drosselmeyers geschenken. De rollen voor kinderen werden door echte kinderen ingevuld. Dit waren de studenten van de Keizerlijke Balletschool van Sint-Petersburg.
De Notenkraker moest de belangrijkste attractie worden van het winterseizoen. Toch was het geen succes. Net zoals componist Tsjaikovski en vervangend choreograaf Lev Ivanov stelde het publiek zich vragen bij enkele keuzes voor het libretto. Vooral de overgang tussen het eerste en het tweede bedrijf werd als te abrupt gezien. De uitvoering voor de dansers werd door toenmalige critici erg tegenstrijdig benaderd. Dell'Era en Preobrajenskaja kregen zowel lof als kritiek voor hun optredens als de Suikerboonfee en Columbine. Na veertien voorstellingen werd het ballet al niet meer uitgevoerd.

### Latere producties
Ondanks het falen van De notenkraker van het Mariinskiballet, waren choreografen aangetrokken tot de muziek van Tsjaikovski. Menig gezelschap paste het ballet aan. Een eerste belangrijke wijziging was het aannemen van volwassen dansers voor de rollen van de kinderen. Dit gebeurde door Alexander Gorski voor het Bolsjojballet in 1919 en door Vasili Vainonen voor het Kirovballet in 1934. Gorski veranderde ook de rol van de prima ballerina van de Suikerboonfee naar Clara. Zo maakte hij van de vriendschap een heuse romance. Verder was Gorski de eerste die de magische gebeurtenissen in De notenkraker interpreteerde als een droom, waarvan Clara aan het einde ontwaakt. Deze innovaties hadden een grote invloed op latere producties. Toch kenden ook deze uitvoeringen slechts een beperkt succes. In de volgende decennia namen choreografen het stuk steviger aan. Enkel de grand pas de deux van de Suikerboonfee bleef doorgaans ongewijzigd.
In 1934 bracht het Vic-Wells Ballet een revival onder de naam Casse-noisette. Dit was de eerste productie die buiten Rusland gemaakt werd. Het stuk werd toegevoegd aan het repertoire samen met Het zwanenmeer. Danser en choreograaf Nikolas Sergejev reconstrueerde de balletten uit zijn geheugen. Mitislav Dobuzjinski ontwierp de kostuums en het decor. In 1951 bracht de zustercompagnie, het Sadler's Wells Ballet, een revival. De designs voor die uitvoering waren van Cecil Beaton.
Het Ballet Russe de Monte Carlo bracht De notenkraker voor het eerst in de Verenigde Staten. Alexandra Fedorova was choreografe voor deze productie die in 1940 in première ging te New York. In 1954 baseerde George Balanchine zich opnieuw op het origineel libretto voor zijn versie bij het New York City Ballet. Sindsdien is de populariteit van De notenkraker toegenomen. Vooral Amerikaanse gezelschappen brengen het ballet traditioneel rond Kerstmis, maar ook elders wordt het ballet niet langer eenduidig verguisd. Wel verschillen de gebrachte uitvoeringen sterk van het origineel en van elkaar.
In 1996 bracht het Nederlands Nationaal Ballet een versie onder de titel Hollandse notenkraker en muizenkoning. Toer van Schayk en Wayne Eagling waren verantwoordelijk voor de choreografie. Ballet Vlaanderen voerde in 2016 een bewerking uit van Demis Volpi. Deze interpretatie keerde terug naar Hoffmanns oorspronkelijke spel van realiteit en fantasie. Andere wijzigingen, zoals het doorschuiven van de hoofdrol naar Clara en de hang naar dramatische eenheid tussen de bedrijven, gaan terug op de ingrepen van Gorski uit 1919.